# 子ども文庫
子ども文庫（こどもぶんこ、英語: bunko）とは、民間の個人またはグループが自由に設置・運営する子どものための小規模な図書館、またその組織や活動のことを指す。地域の子どもたちへの読書環境の提供を主な目的とし、本を収集して貸し出しするサービスを中心として、世話人らによる本の読み聞かせやお話し会の開催などがあり、それらの活動を総称して文庫活動と呼んでいる。個人の住宅の一部を開放した形のものを家庭文庫、地域の公民館や集会所等を利用して共同で運営に当たるものを地域文庫と呼び区分する場合がある。

## 概要
第二次世界大戦後に起こった文化運動により全国各地に文庫が開設された。1957年に村岡花子らによって結成された「家庭文庫研究会」により一般に知られるようになり、1965年に刊行された石井桃子の『子どもの図書館』の影響を受けて文庫活動をはじめる人が急増した。しかし個人で長く続けていくには限界があり、家庭文庫は地域文庫に形を変えたり、公共の図書館づくり運動が活発化した。子ども文庫運動の最盛期は1980年前後とされ、その後は公立図書館の増加や少子化等の影響を受けて減少している。

## 沿革

### 明治から大正
日本で最も古い子ども文庫として記録に残るのは、雑誌『少年世界』の作家・編集者であった竹貫佳水（たかぬきかすい）が1906年（明治39年）に千駄ヶ谷に開設した「竹貫少年図書館」とされる。

### 昭和前期
- 1938年（昭和13年）、石井桃子により「白林少年館」が開設される[10]。
- 1942年（昭和17年）、山本有三により「ミタカ少国民文庫」が開設される[11]。
- 1946年（昭和21年）、東京都瑞穂第一国民学校教師の斎藤尚吾により「みづほ文庫」が開設される[7]。
- 1947年（昭和22年）、東京都杉並区に地元の有志により「すいれん文庫」が開設される[7]。

### 1950年 - 1969年
- 1952年（昭和27年）、金森好子により福島県郡山市に「クローバー子供図書館」が開設される[7]。
- 1952年（昭和27年）、村岡花子により「道雄文庫ライブラリー」が開設される[12]。
- 1955年（昭和30年）、土屋滋子により東京都世田谷区に「土屋児童文庫」が開設される[13]。
- 1957年（昭和32年）、村岡花子、土屋滋子、石井桃子らにより「家庭文庫研究会」が結成される[14]。
- 1958年（昭和33年）、石井桃子により「かつら文庫」が開設される[15]。
- 1960年（昭和35年）、鹿児島県立図書館長の久保田彦穂により「母と子の20分間読書」運動が展開される[16]。
- 1962年（昭和37年）、斎藤尚吾が「親子読書の会」を結成、1967年（昭和42年）には「日本親子読書センター」を設立する[7]。
- 1965年（昭和40年）、石井桃子の『子どもの図書館』（岩波新書）が刊行される[7]。
- 1967年（昭和42年）、松岡享子により「松の実文庫」が開設される[17]。

### 1970年以降
- 1970年（昭和45年）、広瀬恒子らにより「親子読書・地域文庫全国連絡会」が結成される[7]。
- 1971年（昭和46年）、永続的な図書館活動をめざし、石井桃子、土屋滋子、松岡享子らが東京子ども図書館の設立に向けて着手、1974年（昭和49年）に東京都教育委員会より財団法人の認可を受ける[17]。

## 文庫の数
図書館法第29条に、“図書館と同種の施設は何人もこれを設置することができる”とある。文庫は誰でも自由に開設・閉庫でき、届け出等も必要がないため、正確な数は不明である。『年報こどもの図書館』（日本図書館協会）によれば、 1975年版では2064、1981年版では4406となっている。『全国読書グループ総覧』（読書推進運動協議会）の2013年版では1215となっている。近年はプライバシー保護の高まりを受け、文庫数の調査はより困難になっている。